# Вертебро-базилярная недостаточность
Вертебрально-базилярная недостаточность (ВБН, вертебрально-базилярный синдром, синдром вертебрально-базилярной артериальной системы) – нарушение функционирования головного мозга вследствие ослабления кровотока в базилярной или позвоночных артериях. Бывает врождённой и приобретённой.
Широко распространена гипердиагностика вертебро-базилярной недостаточности, прежде всего у пациентов с головокружением и нарушением равновесия, которые могут быть признаками самых различных заболеваний и расстройств: поражения периферического отдела вестибулярного аппарата, болезни Меньера, нарушений равновесия в пожилом возрасте вследствие поражения лобно-мостомозжечковых связей при цереброваскулярном или нейродегенеративном заболевании и др. Эпизоды изолированного системного головокружения во многих случаях становятся причиной гипердиагностики вертебро-базилярной недостаточности, хотя ошибочно ставить этот диагноз без наличия сопутствующих симптомов, таких как зрительные, реже глазодвигательные расстройства, нарушения статики и координации движений, включая приступы падения и внезапной обездвиженности, и др.

## Клиническая картина
Симптомы вертебро-базилярной недостаточности обусловлены нарушением функций отделов головного мозга, кровоснабжаемых позвоночными и базилярной артериями. К основным клиническим признакам ВБН относятся:

### Головокружение
Происходит при сбоях кровоснабжения вестибулярного аппарата и является одним из наиболее частых проявлений ВБН. Обычно головокружение возникает внезапно и продолжается от нескольких минут до часов. В тяжелых случаях сопровождается тошнотой, рвотой, потливостью, изменением частоты сердечных сокращений и уровня артериального давления. Иногда может доводить до обмороков.

### Головная боль
Обычно локализуется в области затылка. Может быть пульсирующей или тупой.

### Нарушение зрения
Для ВБН характерны как длительные, так и кратковременные потери зрения, мушки или потемнение перед глазами, выпадения полей зрения. Иногда возникает диплопия, реже – различные глазодвигательные нарушения.

### Нейросенсорная тугоухость
Для этого состояния характерно резкое одностороннее снижение слуха или появление в ушах шума различного тембра.

### Обморок
Возникает при временном нарушении мозгового кровотока.

### Астенический синдром
Проявляется потерей интереса к окружающему, слабостью, вялостью, повышенной утомляемостью, резкими перепадами настроения, раздражительностью, слезливостью.
Вертебро-базилярная недостаточность имеет свойство быстро прогрессировать. На более поздних стадиях заболевания возможно развитие серьезных осложнений: нарушений речи и глотания, дроп-атак и ишемических инсультов различной степени тяжести.

## Патогенез
Вертебро-базилярная недостаточность развивается из-за ограничения поступления глюкозы и кислорода в различные отделы головного мозга вследствие сдавления позвоночных или основной артерий. Сдавление той или иной артерии приводит к развитию ишемии питаемого участка головного мозга и, как следствие, гипоксии и различным нарушениям метаболических процессов. Длительная ишемия способна привести к необратимому некрозу тканей головного мозга.

## Причины
Причинами врождённой вертебро-базилярной недостаточности являются различные патологии, травмы и аномалии во время беременности и родов: многоплодная беременность, гипоксия плода, преждевременные роды, а также многие другие ситуации, вызвавшие у плода нарушения целостности сосудов.
В основе приобретённой формы ВБН лежат заболевания и патологии, нарушающие процессы кровообращения, кровенаполнения или влияющие на изменение нормального строения сосудов и сосудистых анастомозов. Среди этиологических факторов приобретенной вертебро-базилярной недостаточности выделяют:
- травмы шейного отдела позвоночника,
- сдавление подключичной артерии гипертрофированной лестничной мышцей,
- атеросклероз кровоснабжающих головной мозг сосудов,
- тромбоз позвоночной и (или) основной артерии,
- гипертоническую болезнь и синдром артериальной гипертензии,
- расслоение внутренней стенки вертебро-базилярных сосудов,
- воспалительные заболевания стенок сосудов (неспецифический аортоартериит, васкулит, ангиит, артрит и др.),
- сахарный диабет,
- синдром Хьюза-Стовина,
- врождённые аномалии развития сосудистого русла.

## Диагностика
Сложность диагностики вертебро-базилярной недостаточности заключается в том, что симптомы этого заболевания встречаются и при других нарушениях церебрального кровообращения. Для постановки диагноза требуются тщательный сбор анамнеза, физикальное и инструментальное обследования. Диагноз ВБН ставится при наличии у пациента минимум трех характерных симптомов, а также при подтверждении факта патологических изменений в сосудах вертебро-базилярной системы и выявлении этиологического фактора болезни.
Для уточнения причины вертебро-базилярной недостаточности используются следующие диагностические методы:

### МР-ангиография и КТ-ангиография
При КТ-ангиографии в артерии, участвующие в кровоснабжении головного мозга, вводится рентгеноконтрастное вещество, с помощью которого изучаются их диаметр и состояние внутренних стенок. МР-ангиография позволяет получить информацию о состоянии сосудистого русла головного мозга без внутривенного введения контрастных препаратов.

### Магнитно-резонансная томография и компьютерная томография
Данные диагностические методы незаменимы для выявления структурных поражений спинного мозга и позвоночника, остеохондроза, межпозвоночных грыж, спондилоартроза. Однако для визуализации артерий вертебро-базилярной системы МРТ и КТ обычно не достаточно информативны.

### Доплерография (УЗИ) магистральных сосудов шеи и головы
Метод применяется для оценки скорости кровотока в системе вертебро-базилярных сосудов и выявления в них окклюзий и обтураций.

### Лабораторное исследование крови
Проведение общего и биохимического анализа крови позволяет выявить в свойствах крови изменения, характерные для атеросклероза, сахарного диабета, воспаления и других патологических состояний.

## Лечение
Основные цели лечения вертебро-базилярной недостаточности – устранение причины, вызвавшей заболевание, восстановление нормального кровотока и кровенаполнения сосудов головного мозга, устранение ишемии и местной гипоксии.

### Медикаментозная терапия
При назначении медикаментозного лечения обычно применяются:
- препараты, снижающие уровень липидов: изоляторы-секвестранты желчных кислот, никотиновая кислота, производные фибриковой кислоты, ингибиторы редуктазы ГМГ коэнзима А;
- средства, применяемые при сахарном диабете: препараты сульфанилмочевины, ингибиторы альфа-глюкозидазы, бигуаниды (метформин);
- антиагреганты: аспирин;
- антигипертензивные средства: диуретики, антагонисты кальция, ингибиторы АПФ, бета-адреноблокаторы;
- антигипоксанты: ингибиторы окисления жирных кислот, сукцинатобразующие средства, естественные компоненты дыхательной цепи;
- вазодилататоры: никотиновая кислота и её производные, альфа-адреноблокаторы;
- нейрометаболические стимуляторы: производные пирролидона, цереброваскулярные средства, нейропептиды;
- симптоматические лекарственные средства.

### Лечебная физкультура
При вертебро-базилярной недостаточности наиболее эффективны легкие упражнения без резких движений. Регулярные занятия помогают убрать спазмы мышц, улучшить осанку и укрепить мышечный корсет позвоночника.

### Лечебный массаж
Массаж способствует расширению сосудов и улучшению кровообращения.

### Физиотерапия
Для лечения вертебро-базилярной недостаточности применяют чрескожную электронейростимуляцию, ультрафонофорез, магнитотерапию, лазеротерапию.

### Рефлексотерапия
В терапии вертебро-базилярного синдрома используется для устранения болей и возбуждения различных нервных центров головного мозга. Рефлексотерапия не является эффективным лечением, не имеет научного обоснования и представляет собой манипуляцию-плацебо (см. Акупунктура).

### Кинезиотейпирование
Утверждается, что оно эффективно при ВБП как средство для устранения мышечных спазмов и ущемлений сосудов. Этот метод не имеет научного обоснования и является лженаучным.

### Хирургическое лечение
Хирургическое лечение показано только в крайних и тяжелых случаях вертебро-базилярной недостаточности. При помощи оперативного вмешательства устраняется недостаточность кровообращения, связанная с уменьшением диаметра позвоночной артерии в результате стеноза, сдавления или спазма. Типовыми операциями при вертебро-базилярной недостаточности являются: микродискэктомия, эндартерэктомия, лазерная реконструкция межпозвонковых дисков, ангиопластика позвоночной артерии с установкой стента.

## Прогноз
При корректно подобранной и своевременно начатой терапии приобретённая вертебро-базилярная недостаточность полностью обратима. Однако в отсутствие лечения или при его неадекватном проведении вероятно развитие хронической вертебро-базилярной недостаточности с постоянным ухудшением самочувствия и частыми длительными транзиторными ишемическими атаками. Впоследствии имеется высокий риск развития инсульта или дисциркуляторной энцефалопатии со стойким неврологическим дефицитом.